# Johan Alfred Eklund

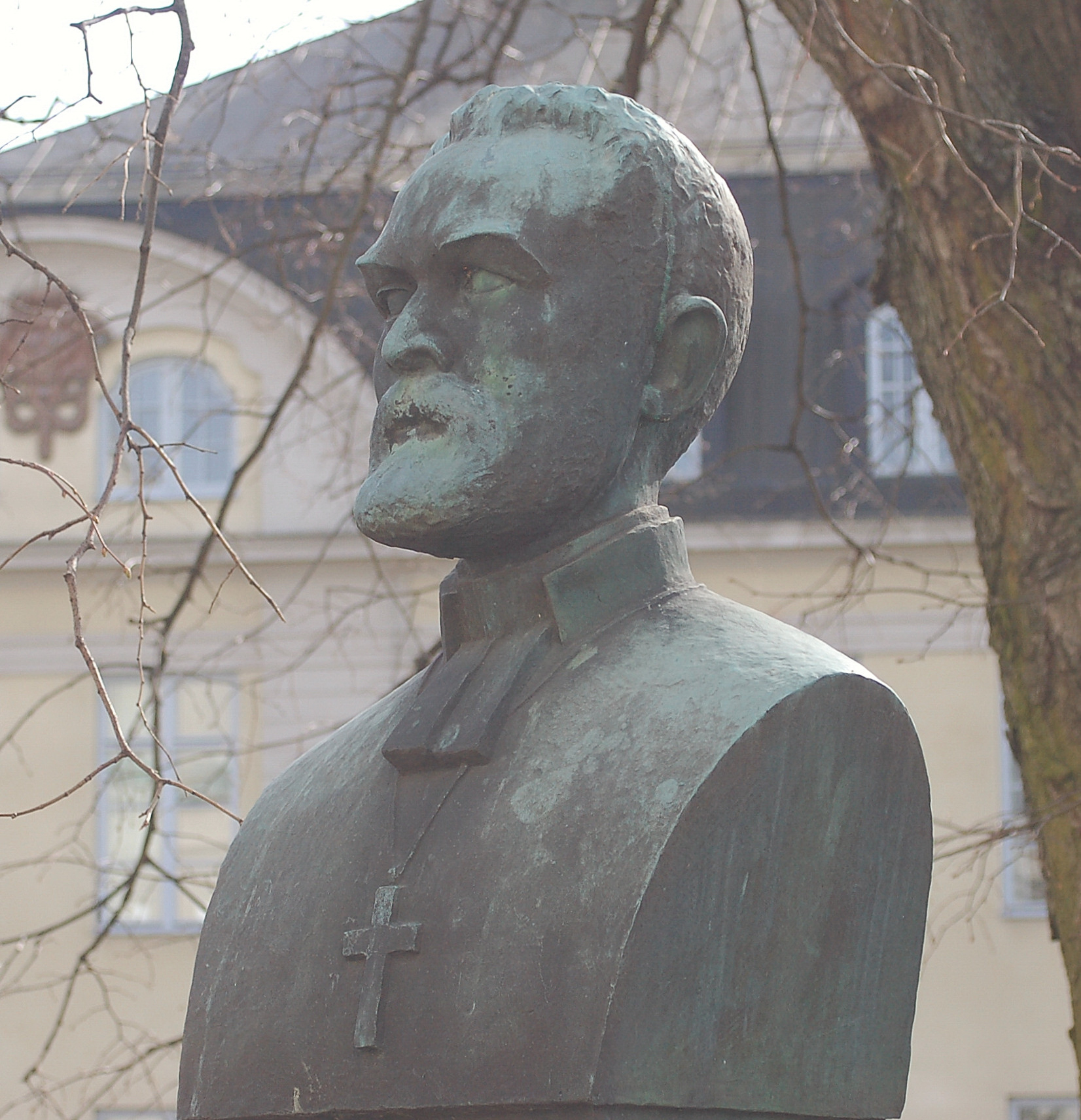
Büste J.A. Eklunds vor dem Dom zu Karlstad

Johan Alfred Eklund, zumeist J. A. Eklund (* 7. Januar 1863 in Ryda, Skaraborgs län; † 23. August 1945 in Brunskog, Provinz Värmland) war ein schwedischer lutherischer Theologe, Kirchenlieddichter und Bischof.

## Leben
Aufgewachsen als Sohn des Schneiders Andreas Andersson Eklund und der Greta Olofsdotter, wurde Eklund durch die von Henric Schartau begründete Erweckungsbewegung geprägt. Nach dem Besuch des Gymnasiums in Skara studierte er ab 1883 an der Universität Uppsala Evangelische Theologie und wurde nach dem Examen 1889 Lektor in Göteborg. 1892 wurde er ordiniert und arbeitete anschließend als Pastor in Borås und Västra Tunhem. 1896 wurde er Vizepastor am Dom zu Uppsala und übernahm eine Dozentur für Apologetik an der Universität. 1899–1900 vertrat er die Professur für theologische Propädeutik und Enzyklopädie, unterlag aber bei der Bewerbung um diese Stelle gegen Nathan Söderblom. 1902 zum Dompropst in Kalmar ernannt, wurde er 1907 zum Bischof von Karlstad bestimmt. Vor der Einführung erwarb er in Uppsala den Titel eines Doctor theologiae. 1938 wurde er als Bischof emeritiert, blieb aber schriftstellerisch aktiv.

## Werk und Bedeutung
Eklund machte sich zuerst als Theologe einen Namen. Seine erste Veröffentlichung war einer Analyse der Gedichte Viktor Rydbergs gewidmet (1892). Es folgte die akademische Abhandlung über das Verhältnis des Glaubens zu den weiteren Lebensäußerungen des Menschen (1896) und eine religionsgeschichtliche Arbeit über das Nirwana (1899). Auch als Bischof veröffentlichte er Arbeiten zur Religionsphilosophie und -soziologie, konzentrierte sich aber auf die Abfassung von Biographien, u. a. über Paulus Genberg (1905 und 1925), Pontus Wikner (1919), Königin Kristina (1928) und Erik Gustaf Geijer (1942). Als sein Hauptwerk gilt das 1911 bis 1938 in zehn Bänden erschienene Andelivet i Sveriges kyrka, eine Darstellung der Geschichte der Frömmigkeit in der Schwedischen Kirche.
Die Bedeutung seiner wissenschaftlichen Werke bleibt jedoch hinter seinem kirchlichen Einfluss zurück. Er war einer der wichtigsten Inspiratoren der Jungkirchenbewegung (ungkyrkorörelsen) zu Beginn des 20. Jahrhunderts und verfasste 1909 das Lied, das zu einer Hymne der Erneuerungsbewegung werden sollte: „Fädernas kyrka i Sveriges land, kärast bland samfund på jorden!“ (Kirche der Väter in Schwedens Land, liebste Gemeinde auf Erden). Wie der Text zeigt, war Eklund (und somit die gesamte Bewegung) nicht frei von nationalistischen Tönen. In seinem späteren Wirken zeigte sich Eklund jedoch auch kritisch gegenüber einer Vermischung von Christentum und Volkstum im nationalsozialistischen Deutschland.
Als Dichter und Übersetzer zahlreicher weiterer Kirchenlieder war Eklund auch mitverantwortlich für das schwedische Gesangbuch von 1937, welches das Gesangbuch von 1819 ablöste. Hier war er selbst mit zahlreichen eigenen Liedern vertreten. Das aktuelle schwedische Gesangbuch von 1986 enthält noch sechs Dichtungen Eklunds, dazu Übersetzungen. Auch Eklunds Predigten wurden sehr geschätzt und in vielen Bänden veröffentlicht.

## Auszeichnungen
Eklund wurde 1904 als Ritter in den Nordstern-Orden aufgenommen, erhielt 1909 die Würde eines Kommandeurs I. Klasse und 1917 den Rang eines Kommandeurs mit Großkreuz. 

## Familie
Eklund war seit dem 23. Mai 1894 mit Maria Pettersson (* 1873) verheiratet. Sein Sohn Harald Eklund (1901–1960) wurde ebenfalls Theologe und wirkte zuletzt als Professor für Religionsphilosophie an der Universität Lund. 

## Schriften
Eine vollständige Bibliographie in: Nils Karlström (Hrsg.): För fädernas kyrka. Biskop J.A. Eklunds livsgärning, 1947, S. 179–253.